# 柴田承二
柴田 承二（しばた しょうじ、1915年〈大正4年〉10月23日 - 2016年〈平成28年〉7月12日）は、日本の薬学者（天然物化学・生薬学）。位階は正四位。勲等は勲二等。学位は薬学博士（東京帝国大学・1944年）。東京大学名誉教授、日本学士院会員、文化功労者。
東京帝国大学医学部助教授、東京大学医学部教授、東京大学薬学部教授、東京大学薬学部学部長、明治薬科大学薬学部教授などを歴任した。

## 略歴
- 1938年（昭和13年） - 東京帝国大学医学部薬学科を卒業。
- 1944年（昭和19年） - 東京大学助教授に就任。東京帝国大学薬学博士。論文の題は「地衣成分ヂヂム酸の研究 」[2]。
- 1950年（昭和25年） - 東京大学教授に就任。
- 1953年（昭和28年） - ロンドン大学衛生熱帯医学校客員研究員に就任。（～1954年）
- 1968年（昭和43年） - ブリティッシュコロンビア大学客員教授に就任。
- 1968年（昭和43年） - 東京大学薬学部長に就任。（～1970年）
- 1969年（昭和44年） - レオポルディナ科学アカデミー会員に選出。
- 1976年（昭和51年） - 定年退官、明治薬科大学教授に就任。（～1986年）
- 1993年（平成5年） - 日本学士院会員に選出。

- その他、薬学研究奨励財団理事長、日本薬学会会頭、正倉院薬物調査員などを務めた。

## 賞歴
- 1959年（昭和34年） - 日本薬学会賞学術賞を受賞。
- 1966年（昭和41年） - センテナリー賞を受賞。
- 1973年（昭和48年） - 日本学士院賞を受賞。

## 栄典
- 1987年（昭和62年） - 勲二等旭日重光章を受章。
- 1997年（平成9年） - 文化功労者に選出。
- 2016年（平成28年） - 正四位（従七位から進階）[3]

## 家族・親族
- 祖父：柴田承桂（薬学者・東京帝国大学教授）
- 父：柴田桂太（植物学者・東京帝国大学教授）
  - 叔父：柴田雄次（化学者・東京都立大学 (1949-2011)初代総長）

## 参考
- 日外アソシエーツ 『新訂 現代日本人名録』 2002年